# Сенешці
Сенешці (словен. Senešci) — поселення в общині Ормож, Подравський регіон‎, Словенія.